# Karelian Trains
Oy Karelian Trains Ltd est une compagnie ferroviaire de droit finlandais, créée le 23 novembre 2006 par une coentreprise entre les Chemins de fer russes - RZD et les chemins de fer finlandais VR-Yhtymä Oy  afin de créer un service ferroviaire international de voyageurs entre Helsinki en Finlande et Saint-Pétersbourg en Russie.
Karelian Trains est une société enregistrée à Helsinki. Les compagnies nationales VR et RZhD possèdent chacune 50 % des actions. Les services sont réalisés sous la marque Allegro.

## Histoire
Le service régulier a débuté le 12 décembre 2010,. avec des rames à grande vitesse Pendolino commandées en septembre 2007 au constructeur Alstom Ferroviaria, ex Fiat Ferroviaria. Des investissements seront également réalisés dans les infrastructures pour permettre d'atteindre des vitesses élevées. Cela a permis de réduire la durée du voyage entre les deux villes de 5 heures et demie à environ 3 heures. La compagnie assure quatre départs quotidiens de trains dans chaque direction. Le train de nuit quotidien Helsinki-Moscou continuera comme avant.
Des visas sont nécessaires pour les ressortissants étrangers, y compris les Finlandais, pour pénétrer sur le territoire russe comme pour les ressortissants russes qui veulent se rendre en Finlande. Le contrôle des passeports et de douane sont menées à bord des trains. Traditionnellement, les contrôles des passeports et de douane retardent les trains d'au moins 30 minutes.
Au cours de la première année de fonctionnement, le service a transporté 280.000 passagers, soit beaucoup plus que prévu.

## Le matériel roulant
La liaison ferroviaire entre Helsinki et Saint-Pétersbourg est assurée par quatre rames à grande vitesse Pendolino Sm6, des rames similaires dans leur aménagement intérieur et leur aspect extérieur aux Pendolino Sm3 des chemins de fer finlandais VR-Yhtymä Oy en service depuis 1995, Les nouveaux trains, baptisés "Allegro" sont bi-tension, capables de fonctionner sur le réseau finlandais en 25 kV AC et en 3 kV CC sur le réseau russe. Les trains Allegro seront peints dans une nouvelle livrée inspirée des couleurs blanc et bleu du drapeau de la Finlande et rouge du drapeau russe, avec des rayures bleues et rouges sur fond blanc et argent,.